# 佐野力三
佐野 力三（さの りきぞう、1934年8月21日 - 2023年10月18日）は、日本の政治家。元北海道別海町長、別海町名誉町民。

## 略歴
国後島の泊村東沸出身。1950年に別海村役場に入り、公務員の傍ら北海道西別高等学校を卒業。その後農林課長、経済部長、議会事務局長を歴任。
1987年に当時の町長の推薦を受けて別海町長に当選し2007年まで連続5期20年務め、酪農・漁業など産業基盤の強化や矢臼別演習場へのアメリカ海兵隊実弾演習移転の受け入れなどといった施策を行った。2005年から2年間根室管内町村会長を担当。
町長退任後は2008年に旭日小綬章受章、2023年10月18日、老衰のため、別海町内の病院で死去した。89歳没。死没日付をもって従五位に叙された。